# 竹村浄子
竹村 浄子（たけむら じょうこ、1969年4月24日 - ）は、日本のクラシック音楽のピアニスト。

## 略歴
東京都出身。
東京藝術大学音楽学部器楽科ピアノ専攻卒業、東京藝術大学大学院修士課程を首席で修了。
1997年、東芝EMIよりCDデビュー以来、国内外で演奏活動を行なっている。
ソロ・リサイタルの他、室内楽、声楽伴奏、ソリストとしてオーケストラとの協演も数多い。
日本の全都道府県で演奏を行ない、音楽ホールの講座講師としても活躍する他、後進の指導にも力を注ぐ。
特にロベルト・シューマンのピアノ作品演奏に造詣が深く、CDアルバムも含め各方面から高い評価を得ている。

## 受賞歴
- 東京藝術大学音楽学部にて安宅賞
- 東京藝術大学大学院修士課程首席修了時にクロイツァー賞[1]
- 第60回日本音楽コンクールピアノ部門第3位[2]
- 第40回マリア・カナルス・バルセロナ国際音楽演奏コンクール第3位[3]